# Pithomictus amboinicus
Pithomictus amboinicus är en skalbaggsart som beskrevs av Stefan von Breuning 1957. Pithomictus amboinicus ingår i släktet Pithomictus och familjen långhorningar. Inga underarter finns listade i Catalogue of Life.